# Eudore (Iliade)
Eudore ou Eudoros (en grec : Εὔδωρος), est un personnage de la mythologie grecque.

## Biographie
Dans l'Iliade, il est le fils d'Hermès et de Polymèle. Il conduit sous les ordres d'Achille, dont il est le second, dix pentécontères et cinq cents Myrmidons au siège de Troie. Achille l'attribue à Patrocle avec pour mission d'en contenir les ardeurs belliqueuses.

## Au cinéma
Son rôle est joué par Vincent Regan dans le film Troie (2004).